# Небезпечний вік (фільм, 1959)
Небезпечний вік (англ. A Dangerous Age) — американо-канадська драма 1959 року.

## Сюжет
Молода дівчина тікає з інтернату з надією, що її хлопець одружиться з нею.

## У ролях
- Бен Пьяцца — Девід
- Енн Пірсон — Ненсі Майклс
- Ллойд Джонс — старий поштмейстер
- Клод Рей — молодий поштмейстер
- Кейт Рід — мати Ненсі
- Шейн Ріммер — батько Ненсі
- Ейлін Сітон
- Ірвін Браунс
- Беа Фейр
- Барбара Гемілтон
- Ніл Хільтц
- Джейкоб Рейнгласс
- Гастон Розенфельд
- Лес Рабл
- Шон Салліван — поліцейський
- Мюррей Вестгейт — поліцейський
- Остін Вілліс — поліцейський
- Рід Вілліс